# Volo Wien Air Alaska 99
Il volo Wien Air Alaska 99 era un volo di linea passeggeri interno nello stato dell'Alaska verso l'isola di St. Lawrence nel mare di Bering. Durante l'avvicinamento a Gambell il 30 agosto 1975 si schiantò sul monte Sevuokuk, a est della pista dell'aeroporto. Dei 32 a bordo in dieci persero la vita, compreso il pilota e il copilota. Il Fairchild F-27B era operato dalla Wien Air Alaska.

## Il volo
Il volo 99 partì da Nome sabato 30 agosto 1975, diretto a Savoonga e a Gambell. Il volo da Nome a Savoonga fu tranquillo e l'aereo decollò da Savoonga per Gambell alle 13:27, ora diurna di Bering. Siccome Gambell non aveva una torre di controllo, l'agente della Wien nella cittadina, dopo aver sentito alla radio la partenza di N4904 da Savoonga, accese il Non-directional beacon di Gambell per aiutare l'equipaggio nella navigazione.
C'era soprattutto nebbia nell'area di Gambell e i piloti discussero su come atterrare all'aeroporto. Dopo diversi mancati avvicinamenti, l'aereo volò a nord sopra la comunità e virò a est, quindi a sud per compiere un ultimo passaggio. L'aereo passò sopra il lago Troutman, a est di Gambell, e virò a sud, prima di impattare sul monte Sevuokuk ad un'altitudine di 424 piedi (130 m).
Dopo l'impatto l'aereo si spezzò venendo nello stesso istante spinto su per la montagna per circa 132 piedi (40 m), fermandosi capovolto. Scoppiò un incendio e gli abitanti del villaggio accorsero in aiuto, tentando di spegnere il fuoco con gli estintori a mano. Tutti i passeggeri feriti, tranne uno, riuscirono a fuggire dal relitto. La maggior parte dei passeggeri feriti o uccisi erano nativi di Nome, Gambell o Savoonga.

## La causa
La causa dello schianto, secondo l'NTSB, fu un avvicinamento IFR (regole di volo strumentali) improprio, che non rispettò le procedure di avvicinamento strumentale. L'aereo sbatté con una montagna durante un mancato avvicinamento all'atterraggio, dopo diversi tentativi falliti. Il tempo all'aeroporto non era sicuro per l'atterraggio, con il cielo coperto e nebbia proveniente dal mare.